# Jacob van Ruisdael
Jacob Isaackszoon van Ruisdael (Haarlem, c. 1628 ou 1629 – Amsterdã, 10 de março de 1682) foi um pintor holandês, considerado um dos grandes expoentes da pintura de paisagem durante a Idade de Ouro Holandesa, um período de grande riqueza e realizações culturais em que pinturas dos Países Baixos se tornaram muito populares.
Ruisdael era prolífico e versátil, tendo representado uma grande variedade de paisagens em suas obras. Começando em 1646, ele pintou campos holandeses com uma qualidade admirável para um jovem. Ele viajou para terras germânicas em 1650 e suas pinturas assumiram características mais heroicas. Seus trabalhos finais foram produzidos enquanto vivia e trabalhava em Amsterdã, adicionando panoramas urbanos e marítimos ao seu repertório tradicional. Nesses trabalhos o céu frequentemente tomava dois terços da tela, com cachoeiras também sendo um item comum.
O único aprendiz documentado de Ruisdael foi Meindert Hobbema, com o trabalho do segundo muitas vezes sendo confundido com o do primeiro. Historiadores da arte têm grandes dificuldades em determinar a autoria de muitas das obras de Ruisdael, algo que é piorado pelo fato dele possuir outros três parentes próximos que também pintavam paisagens: seu pai, Isaack van Ruisdael, seu tio, Salomon van Ruysdael, e seu primo, também chamado Jacob van Ruysdael.
Seu trabalho estava sob muita demanda nos Países Baixos durante sua vida. Atualmente, suas obras estão espalhadas em coleções particulares e institucionais por todo o mundo, com as maiores estando na Galeria Nacional em Londres, no Museu Nacional em Amsterdã e no Hermitage em São Petersburgo. Ruisdael foi de enorme influência na formação da pintura de paisagem mundial, desde o romantismo inglês até a Escola de Barbizon francesa e a Escola do Rio Hudson norte-americana.

## Vida
Jacob Isaackszoon van Ruisdael nasceu na cidade de Haarlem, República dos Países Baixos, em 1628 ou 1629 dentro de uma família de pintores, todos paisagistas. O número de pintores na família e as múltiplas grafias do nome Ruisdael tem dificultado as tentativas de documentar sua vida e determinar a autoria de seus trabalhos.
O nome Ruisdael está ligado a um castelo, hoje perdido, originalmente localizado no vilarejo de Blaricum. A pequena cidade era a casa de Jacob de Goyer, um fabricante de móveis e o avô de Ruisdael. Três dos filhos de Goyer mudaram seu sobrenome para Ruysdael ou Ruisdael quando a família mudou-se para Naarden, com o objetivo de possivelmente indicar sua origem. Dois dos filhos de Goyer tornaram-se pintores: Isaack van Ruisdael e Salomon van Ruysdael, respectivamente o pai e o tio de Jacob van Ruisdael. Jacob sempre escreveu seu nome com um "i", enquanto seu primo Jacob Salomonsz van Ruysdael, outro artista de paisagens e filho de Salomon, sempre grafou seu nome com "y". Arnold Houbraken, o biógrafo mais antigo de Ruisdael, lhe chamava de Jakob Ruisdaal e afirmou que o nome vinha de sua especialidade em pintar cachoeiras, isto é o "ruis" (ruído da água) caindo em um "daal" (vale) que espuma para uma lagoa ou um rio.
Não se sabe se a mãe de Ruisdael foi a primeira esposa de Isaack van Ruisdael, cujo nome é desconhecido, ou sua segunda esposa Maycken Cornelisdochter. Isaack e Maychen se casaram em 12 de novembro de 1628. Também não se sabe quem foi seu professor de pintura. É frequentemente presumido que Ruisdael estudou com seu pai e tio, porém não existem evidências documentais sobre isso. Ele aparentemente também foi muito influenciado por paisagistas contemporâneos locais de Haarlem, mais notavelmente Cornelis Vroom e Allaert van Everdingen.
A data mais antiga que aparece nas pinturas e água-fortes de Ruisdael é 1646. Ele foi aceito dois anos mais tarde como um membro da Guilda de São Lucas de Haarlem. Nessa época as pinturas de paisagens eram tão populares nas casas holandesas quanto pinturas históricas, porém na época do nascimento de Ruisdael as pinturas históricas apareciam com mais frequência. O crescimento da popularidade das pinturas de paisagens ocorreu ao longo de sua carreira.
Ruisdael mudou-se para Amsterdã por volta de 1657, então uma cidade próspera que provavelmente ofereceria um mercado muito maior por seu trabalho. Everdingen, seu colega pintor de Haarlem, já tinha se mudado para lá e encontrado um bom mercado. Ruisdael viveu e trabalhou na cidade pelo restante de sua vida. Seu nome aparece em 1668 como uma testemunha no casamento de Meindert Hobbema, seu único aluno registrado, um pintor cujos trabalhos já foram confundidos com os de Ruisdael.
Ele aparentemente viajou relativamente pouco para um artista de paisagens: para Blaricum, Egmond aan Zee e Rhenen na década de 1640, para Bentheim e Steinfurt além da fronteira do Sacro Império Romano-Germânico junto com Nicolaes Berchem em 1650 e possivelmente para a fronteira germânica uma segunda vez em 1661 com Hobbema, passando no caminho por Veluwe, Deventer e Ootmarsum. Apesar das inúmeras paisagens norueguesas, não há registros de Ruisdael ter viajado para a Escandinávia.
Há algumas especulações que Ruisdael também foi um médico. Houbraken relata em 1718 que o pintor estudou medicina e realizou cirurgias em Amsterdã. Registros do século XVII mostram o nome "Jacobus Ruijsdael" em uma lista de doutores da cidade, porém riscado, com a nota de que ele ganhou seu certificado médico em 15 de outubro de 1676 em Caen, França. Vários historiadores especularam que este foi um caso de confusão de identidades. Pieter Scheltema sugere que na verdade o primo de Ruisdael era quem aparece no documento. Seymour Slive defende que a grafia com "uij" não é consistente com a maneira que Ruisdael escrevia seu nome, que sua produção artística incomumente alta sugere que ele tinha pouco tempo livre para estudar medicina e que não existem indícios em qualquer uma de suas obras que Ruisdael visitou a França. Entretanto, Slive ainda assim está disposto a aceitar que que o pintor possa ter sido médico. Jan Paul Hinrichs afirmou que as evidências sobre a questão são inconclusivas.
Ruisdael não era judeu. Slive conta que frequentemente houve especulações de que o pintor certamente deveria ter sido um judeu devido aos vários nomes bíblicos dentro da família e pelo fato de Ruisdael ter retratado diversos cemitérios judeus em suas obras. Entretanto, as evidências mostram exatamente o contrário. Ele pediu para que fosse batizado em Amsterdã na calvinista Igreja Reformada Holandesa e foi enterrado na protestante Igreja de São Bavão em Haarlem. Seu tio Salomon pertencia ao subgrupo Jovens Flamencos da congregação Menonita, um dos vários tipos de anabatistas existentes em Haarlem, sendo provável que o pai de Ruisdael também fosse um membro. Seu primo Jacob Salomonszoon era registrado em Amsterdã como um menonita.
Ruisdael nunca se casou. De acordo com Houbraken, isso se deu "para reservar tempo a fim de servir seu pai idoso". Não se sabe como era sua aparência, já que não existe nenhum retrato ou auto-retrato. Ele morreu em Amsterdã no dia 10 de março de 1682, sendo enterrado quatro dias depois na Igreja de São Bavão em Haarlem.
O historiador Hendrik Frederik Wijnman refutou o mito de que Ruisdael morreu pobre em um asilo de idosos indigentes em Haarlem. Wijnman mostrou que a pessoa que morreu naquele local foi na verdade Jacob Salomonszoon, primo de Ruisdael. Apesar de não existirem registros do pintor ter sido dono de terras ou ações, ele aparentemente viveu de maneira confortável mesmo depois da crise econômica causada pelo "ano do desastre" de 1672. Suas pinturas tinham um valor bem alto. Uma grande amostra de inventários realizados entre 1650 e 1679 indicam que o preço médio de um quadro de Ruisdael era de quarenta florins, comparados à média de dezenove florins para todas as outras pinturas. Ele ficava em sétimo lugar em uma classificação de pintores contemporâneos holandeses baseada na frequência ponderada dos preços nesses inventários.

## Trabalhos

### Primeiros anos

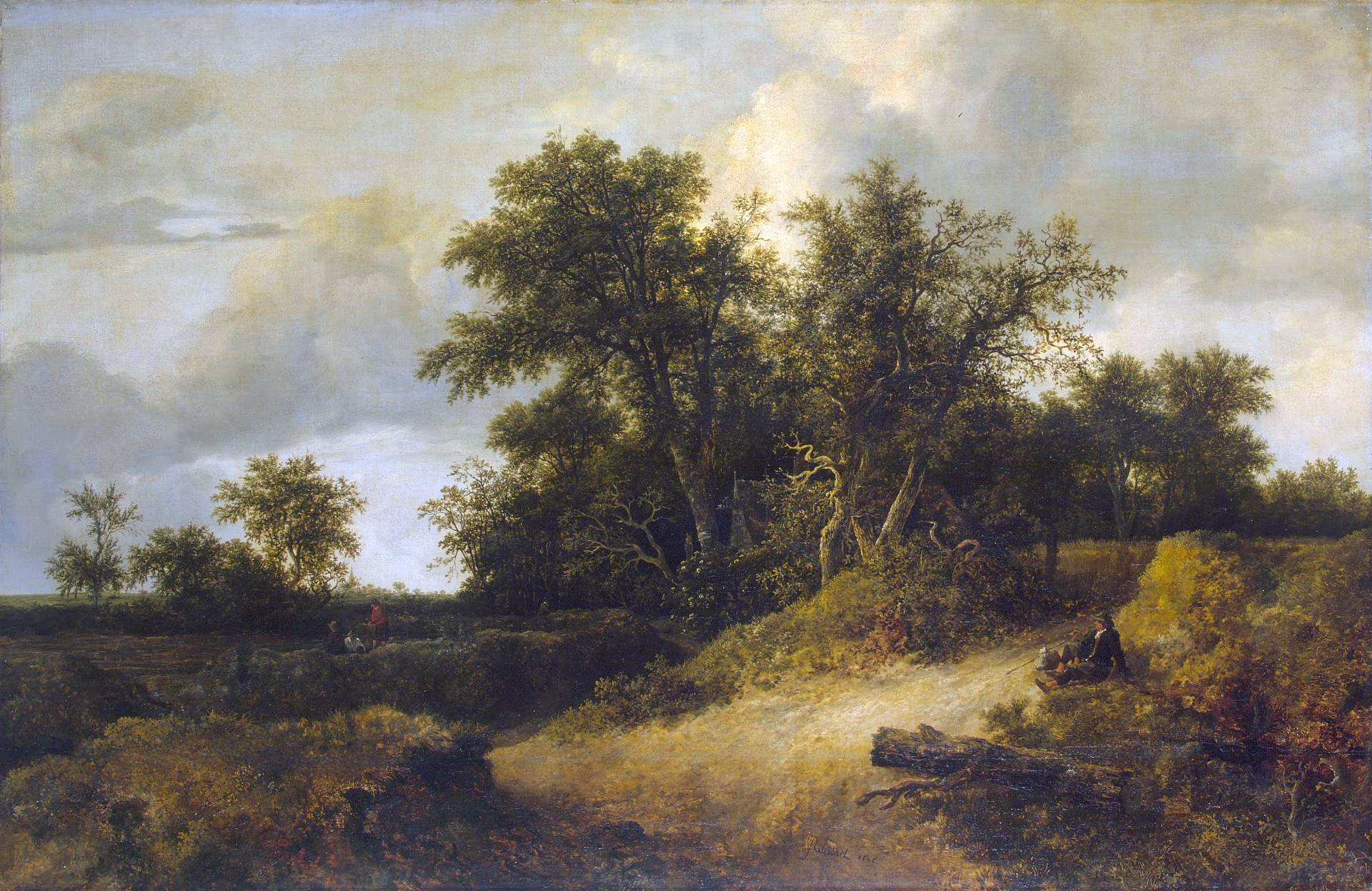
Paisagem de Dunas, 1646.

Os trabalhos de Ruisdael desde por volta de 1646 até o início da década de 1650, período em que viveu em Haarlem, é caracterizado por motivos condutores simples e um estudo cuidadoso e trabalhoso sobre a natureza: dunas, árvores e efeitos atmosféricos. Ele deu à suas folhagens uma qualidade mais rica ao aplicar uma pintura mais pesada do que seus predecessores, transmitindo uma sensação de seiva escorrendo pelos galhos e folhas. Sua representação precisa das árvores era sem precedentes na época: os gêneros de suas árvores foram os primeiros a serem reconhecidos inequivocamente por botânicos modernos. Seus primeiros esboços apresentaram temas que retornariam em todas as suas obras: um sentimento de amplitude e luminosidade, além de uma atmosfera arejada alcançada através de toques de giz quase como no pontilhismo. A maioria de seus trinta esboços feitos com giz preto que sobreviveram ao tempo datam desse período inicial.
Um exemplo do estilo inicial de Ruisdael é Paisagem de Dunas, um de seus primeiros trabalhos, datado de 1646. O quadro quebra a tradição clássica holandesa de representar visões amplas de dunas que incluem casas e árvores flanqueadas por vistas distantes. Em vez disso, Ruisdael coloca proeminentemente no centro dunas cobertas por árvores, com as nuvens concentrando uma luz forte em um caminho de areia. O efeito heroico resultante é realçado pelo tamanho grande da tela, "tão inesperada no trabalho de um pintor inexperiente" de acordo com Irina Sokolova, antiga curadora do Museu Hermitage. O historiador Cornelis Hofstede de Groot afirmou sobre Paisagem de Dunas: "É dificilmente crível que seja a obra de um menino de dezessete anos".

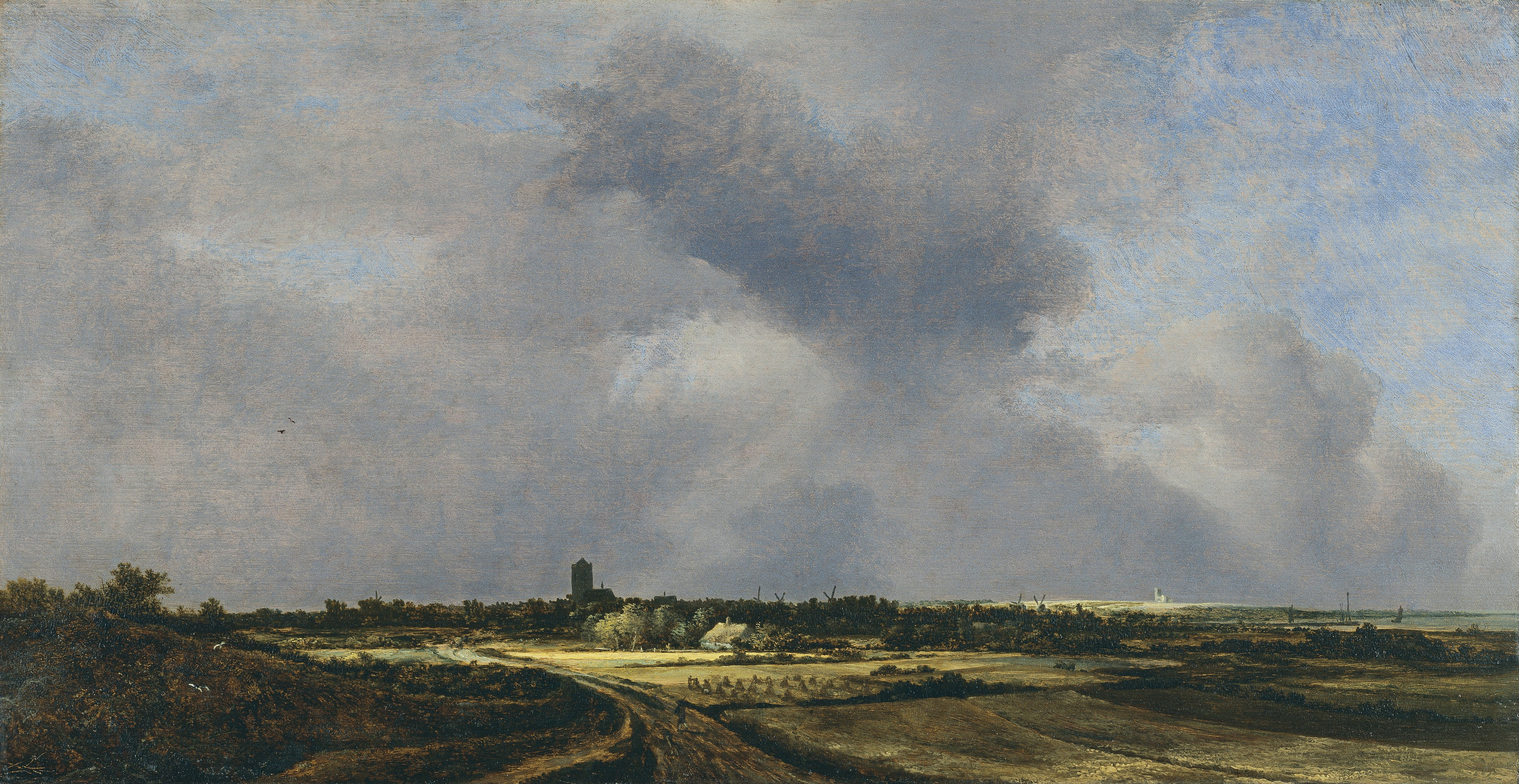
Vista de Naarden com a Igreja de Muiderberg à Distância, 1647.

A primeira paisagem panorâmica pintada por Ruisdael em sua carreira foi Vista de Naarden com a Igreja de Muiderberg à Distância, datado de 1647. O tema de um céu esmagador com uma cidade vista bem ao longe, neste caso o local de nascimento de seu pai, é um que ele acabaria por retornar novamente em seus últimos anos.
Ruisdael parou quase que inteiramente de datar suas obras após 1653 por motivos desconhecidos. Apenas cinco de suas pinturas da década de 1660 possuem próximo de sua assinatura um ano, porém parcialmente obscurecidos; nenhum de seus trabalhos das décadas de 1670 e 1680 contém uma data. Dessa forma, a datação de suas obras posteriores é baseada principalmente em especulações e trabalhos de investigação.
Todos os treze água-fortes conhecidos de Ruisdael vem de seu período inicial, com o primeiro sendo datado de 1646. Não se sabe quem o ensinou a arte do água-forte. Não existem nenhum trabalho desse tipo por seu pai, tio ou colega Cornelis Vroom de Haarlem, que lhe influenciou em outras obras. As água-fortes de Ruisdael mostram pouco influência de Rembrandt, tanto em estilo quanto em técnica. Também existem poucas impressões originais; cinco água-fortes sobreviveram em apenas uma única impressão. A raridade de tais sugere que o pintor as considerava como ensaios triviais que não precisavam de grandes edições. O especialista em água-fortes Georges Duplessis destacou Seara na Beira de um Bosque e Brejo de Floresta com Viajantes na Margem como ilustrações imbatíveis do gênio de Ruisdael.

### Período médio

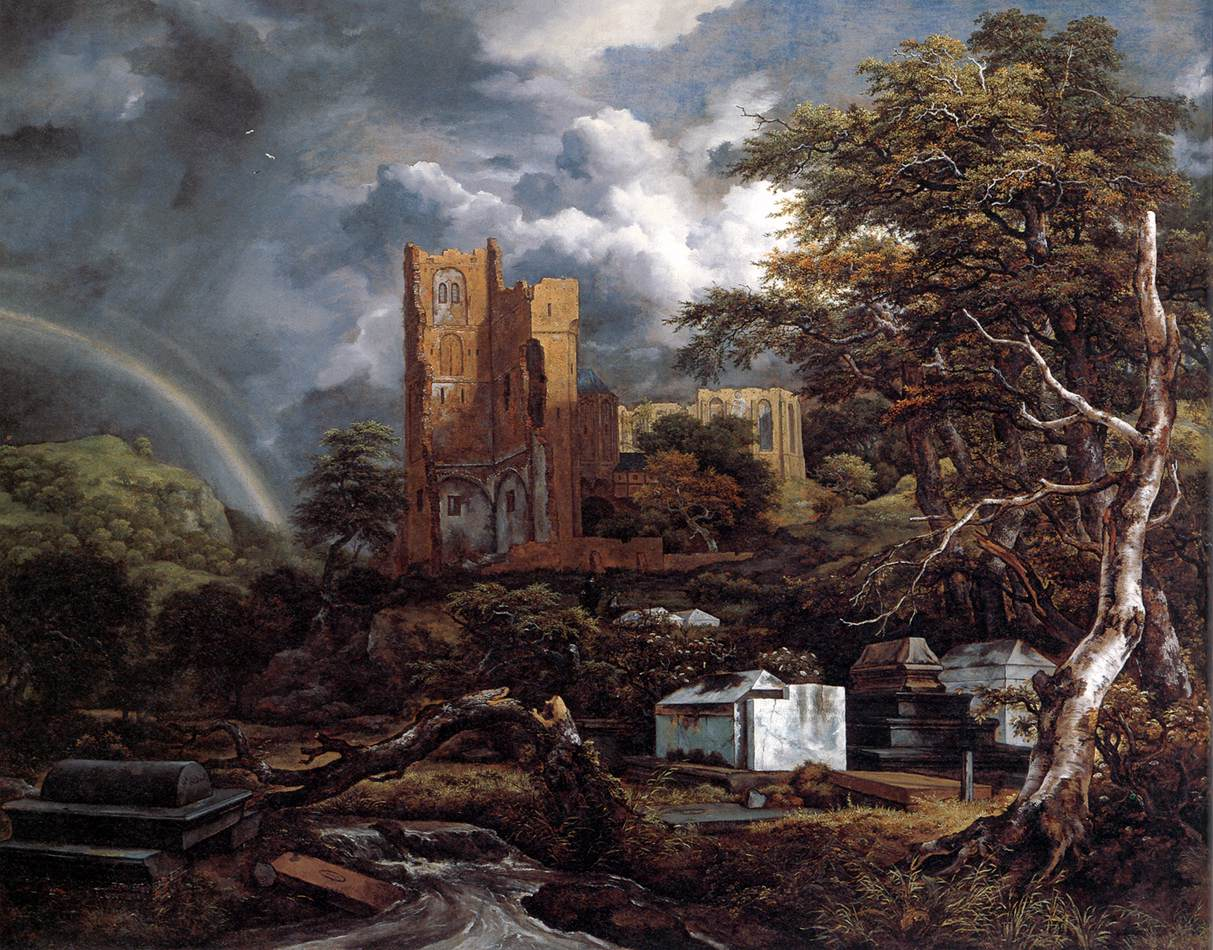
O Cemitério Judeu, 1654–55.

As pinturas de Ruisdael assumiram uma personalidade mais heroica depois de sua viagem para o Sacro Império, com formas tornando-se maiores e mais proeminentes. Uma Vista do Castelo de Bentheim, de por volta de 1653, é um de uma dúzia de trabalhos em que o artista representa esse castelo germânico em particular, quase todos dos quais o mostram em sua posição no alto de um morro. De forma significativa, Ruisdael fez diversas mudanças no cenário do castelo pois ele na verdade está localizado em um morro pouco imponente, culminando em uma versão que mostra o edifício em uma montanha com árvores. Essas variações são consideradas por historiadores como uma vidência das habilidades de composição de Ruisdael.
Ruisdael encontrou moinhos de água em sua viagem para o Sacro Império, que por sua vez acabaram tornando-se um assunto proeminente em suas pinturas, o primeiro artista a fazer isso. Dois Moinhos de Água com uma Eclusa Aberta, datada de 1653, é um exemplo. As ruínas do Castelo de Egmont perto de Alkmaar eram outro ponto favorito do pintor e um elemento presente em O Cemitério Judeu, que ele pintou duas versões. Nestes, Ruisdael colocou o mundo natural contra um ambiente feito pelo homem tomado pelas árvores e arbustos que cercam o cemitério.

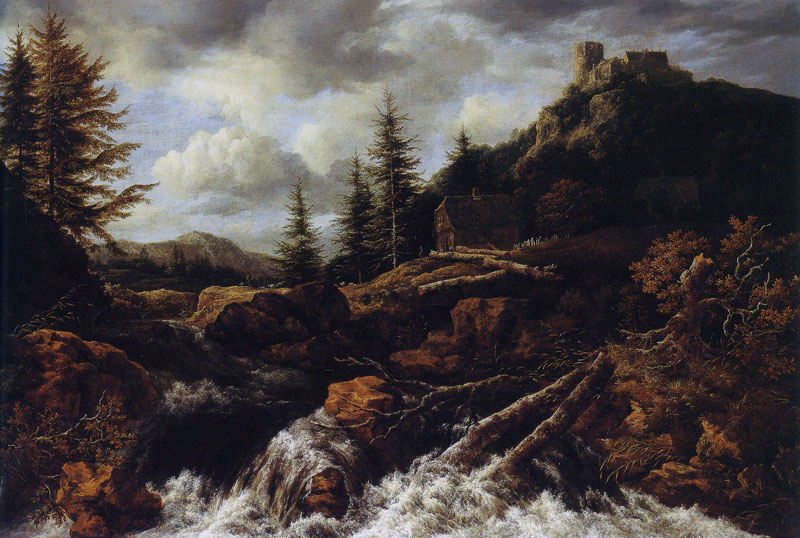
Cachoeira em Paisagem Montanhosa com um Castelo Arruinado, c. 1665–70.

As primeiras paisagens escandinavas de Ruisdael continham grandes abetos, montanhas escarpadas, grandes pedregulhos e torrentes de água agitadas. Apesar de convincentemente realistas, elas foram baseadas em trabalhos anteriores de outros artistas em vez de experiências diretas. Não há nenhum registro de Ruisdael ter viajado para a região da Escandinávia, porém Everdingen viajou para lá em 1644 e popularizou esse subgênero. As obras de Ruisdael logo foram ultrapassadas pelas melhores de Everdingen. Ruisdael produziu no total mais de 150 paisagens escandinavas com cachoeiras, das quais Cachoeira em uma Paisagem Montanhosa com um Castelo Arruinado de c. 1665–70 é considerada sua melhor por Slive.

Ele começou nesse período a pintar cenas costeiras e marítimas, influenciado por Simon de Vlieger e Jan Porcellis. Dentre suas obras mais dramáticas está Mar Bravio em um Dique, tendo uma paleta de cor restrita a preto, branco, azul e alguns tons de marrom terra. Entretanto, cenas com florestas permaneceram seu assunto favorito, como por exemplo Um Brejo Arborizado de c. 1665, que mostra uma paisagem primeva com carvalhos e bétulas quebrados e galhos apontados para o céu em meio uma lagoa coberta.

### Últimos anos
Ruisdael começou a representar imagens montanhosas durante seus últimos anos, como Paisagem Montanhosa e Arborizada com um Rio, datada de aproximadamente o final da década de 1670. Esta pintura mostra uma montanha escarpada com seu pico nas nuvens. Os temas tratados pelo pintor tornaram-se incomumente variados. O historiador Wolfgang Stechow identificou treze temas dentro do gênero paisagista da Idade de Ouro Holandesa, com as obras de Ruisdael englobando todos com exceção de dois, primando na maioria: florestas, rios, dunas e estradas do interior, panoramas, paisagens imaginárias, cachoeiras escandinavas, mar, praias, cenas de inverno, vistas de cidades e imagens noturnas. Apenas o estilo italiano e paisagens estrangeiras diferentes das escandinavas estão ausentes de suas obras.

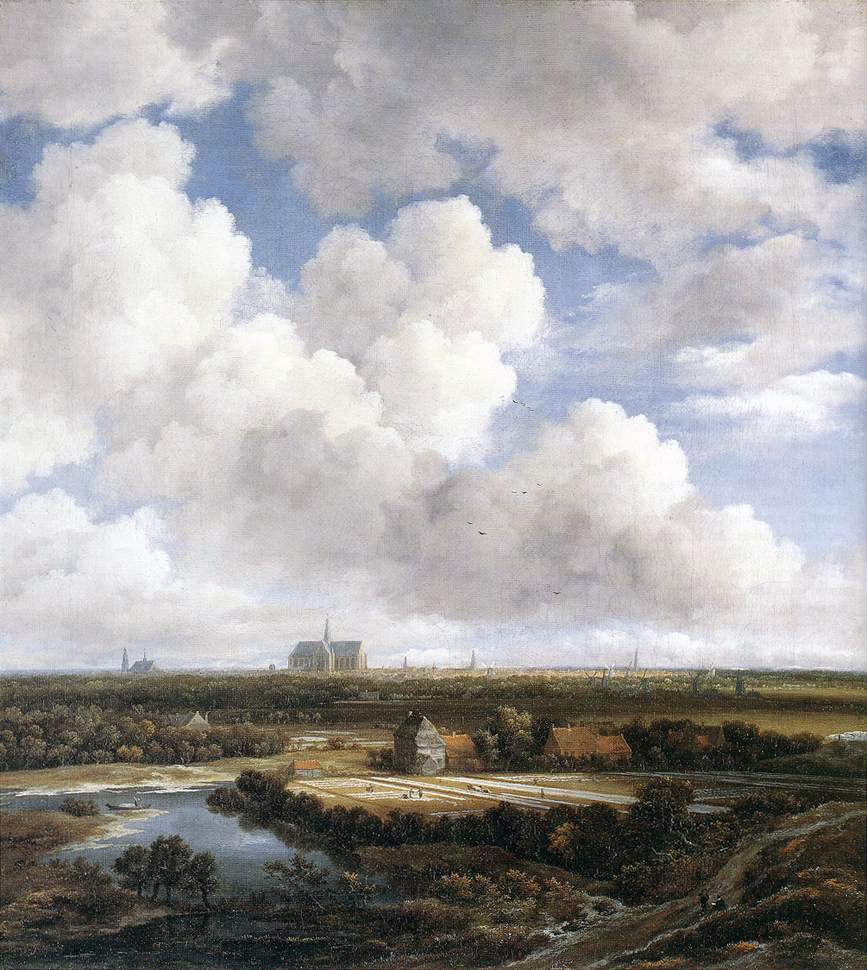
Vista de Haarlem com Campos Branqueados, c. 1665.

Slive acha apropriado que um moinho de vento seja o assunto principal de um dos trabalhos mais famosos de Ruisdael. Moinho de Vento em Wijk bij Duurstede, datado de 1670, mostra a cidade ribeirinha de Wijk bij Duurstede com seu dominante moinho de vento cilíndrico. O pintor uniu em sua composição elementos holandeses típicos como terra no nível do mar, água e um céu amplo para que assim convergissem no igualmente característico moinho de vento. A duradoura popularidade da pintura é evidenciada pelas vendas de cartões com a imagem no Museu Nacional, com ela ficando em terceiro lugar atrás de A Ronda Noturna de Rembrandt e Vista de Delft de Johannes Vermeer. Moinhos de vento apareceram ao longo de toda a carreira de Ruisdael.
Vistas panorâmicas da linha do horizonte de Haarlem e seus campos branqueados aparecem neste estágio, um gênero específico chamado de "Haerlempjes", com as nuvens criando gradações de faixas alternadas de luz e sombras em direção do horizonte. As pinturas são frequentemente dominadas pela Igreja de São Bavão, em que Ruisdael acabaria por ser enterrado.
Apesar de Amsterdã aparecer em seus trabalhos, ela o faz relativamente pouco dado que o pintor viveu na cidade por mais de 25 anos. Ela aparece em sua única obra arquitetural conhecida, um desenho do interior da Antiga Igreja, além de imagens de diques e Vista panorâmica de Amstel olhando para Amsterdã, uma de suas últimas pinturas.
Pessoas estão presentes de forma bem esparsa nas composições de Ruisdael e no final de sua carreira elas eram raramente pintadas pelo próprio, mas sim executadas por outros artistas, incluindo seu aluno Hobbema, Berchem, Adriaen van de Velde, Philips Wouwerman, Jan Vonck, Thomas de Keyser, Gerard van Battum e Johannes Lingelbach.